# 大川タケシ
大川 タケシ（おおかわ タケシ、1932年9月28日 - ）は、日本の脚本家・原作家・小説家。日本脚本家連盟の元理事、シナリオスクール元講師。

## 略歴
東京市日本橋区（現・東京都中央区）出身。子供の頃から映画好きで、黒澤明作品が好きだった。1949年に公開された映画『野良犬』に感銘を受け、同作の監督を務めた黒澤に手紙を出し、文通するようになる。これが脚本家を志すきっかけともなった。高校生時代からシナリオを書き始め、シナリオコンクールに応募し続けて何本か佳作に入選。
明治大学文学部卒業。1960年の日活映画『刑事物語』で脚本家デビュー。『特別機動捜査隊』（NETテレビ・東映）からテレビドラマの脚本にも進出する。

## 担当作品

### テレビ作品
- 『寺子屋ゆめ指南』（NHK）※原案
- 『天晴れ夜十郎』（NHK）
- 『太陽にほえろ!』（日本テレビ）
- 『銭形平次』（フジテレビ）
- 『暴れん坊将軍』（テレビ朝日・東映）[3]
- 『特捜最前線』（テレビ朝日・東映）[4]
- 『代表取締役刑事』日）（石原プロモーション）
- 『愛しの刑事』（石原プロモーション）[5]
- 『絆そして夢』〜小幡・戦国物語〜（群馬テレビ）
- 『刑事くん』（TBS）

### 舞台
- 『ぎんぎんぎらぎら』（創作集団真心座）
- 『続・ぎんぎんぎらぎら』（創作集団真心座）※出演：末広透、末広ゆい

### 漫画原作
- 『恐竜傅』（リイド社）
- 『玄海』（秋田書店）[6]
- 『天保おとこ旅』（リイド社）
- 『徳川吉宗御庭番』（リイド社）
- 『われ奇襲に成功せり』（朝日ソノラマ）
- 『攻略マレー半島』（朝日ソノラマ）
- 『血文字の謎』（秋田書店）※大川美千子名義
- 『死霊のカラス』（秋田書店）※大川美千子名義
- 『呪いの儀式』（秋田書店）※大川美千子名義
- 『亡霊のささやき』（秋田書店）※いずみ里織名義
- 『雀鬼十番勝負』（秋田漫画文庫）

### その他
- 『日本脚本家連盟スクール』（元シナリオ講師）
- 『東放学園』（元シナリオ講師）
- 『音響技術専門学校』（元シナリオ講師）
- 『総合学園ヒューマンアカデミー』（元シナリオ講師）
- 『週刊ヤングジャンプ原作大賞』（元審査委員）※集英社
- 『ビデオ映画・えみちゃんの故郷』（監督・脚本）※主演：橋本甜歌
- 『ビデオ・バイノーラル学校の怪談シリーズ』（脚本）※出演：井上真央
- 『寺子屋ゆめ指南』（NHK出版）※小説[7]